# Liste des golfs belges par région
Liste non exhaustive de golfs en Belgique.

## Bruxelles-Capitale

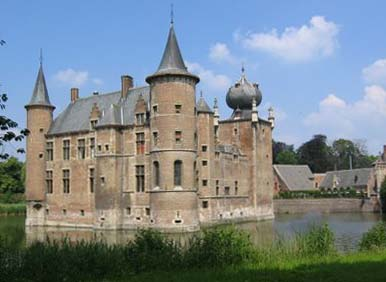
Le club-House du Cleydael Golf & Country Club se trouve dans les annexes du château de Cleydael.

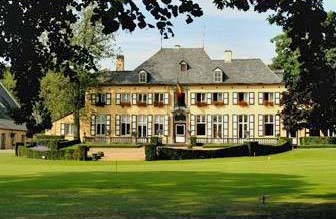
Château de Ravenstein Club-House du Royal Golf Club de Belgique

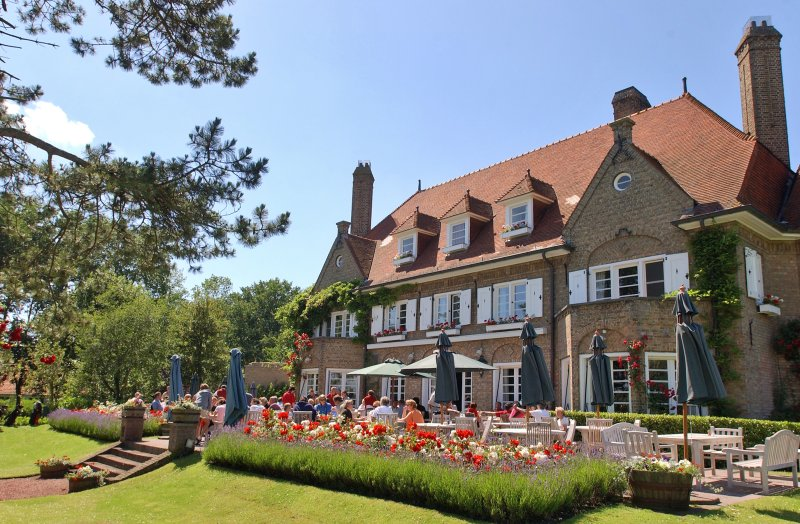
Club-House du Royal Zoute Golf Club

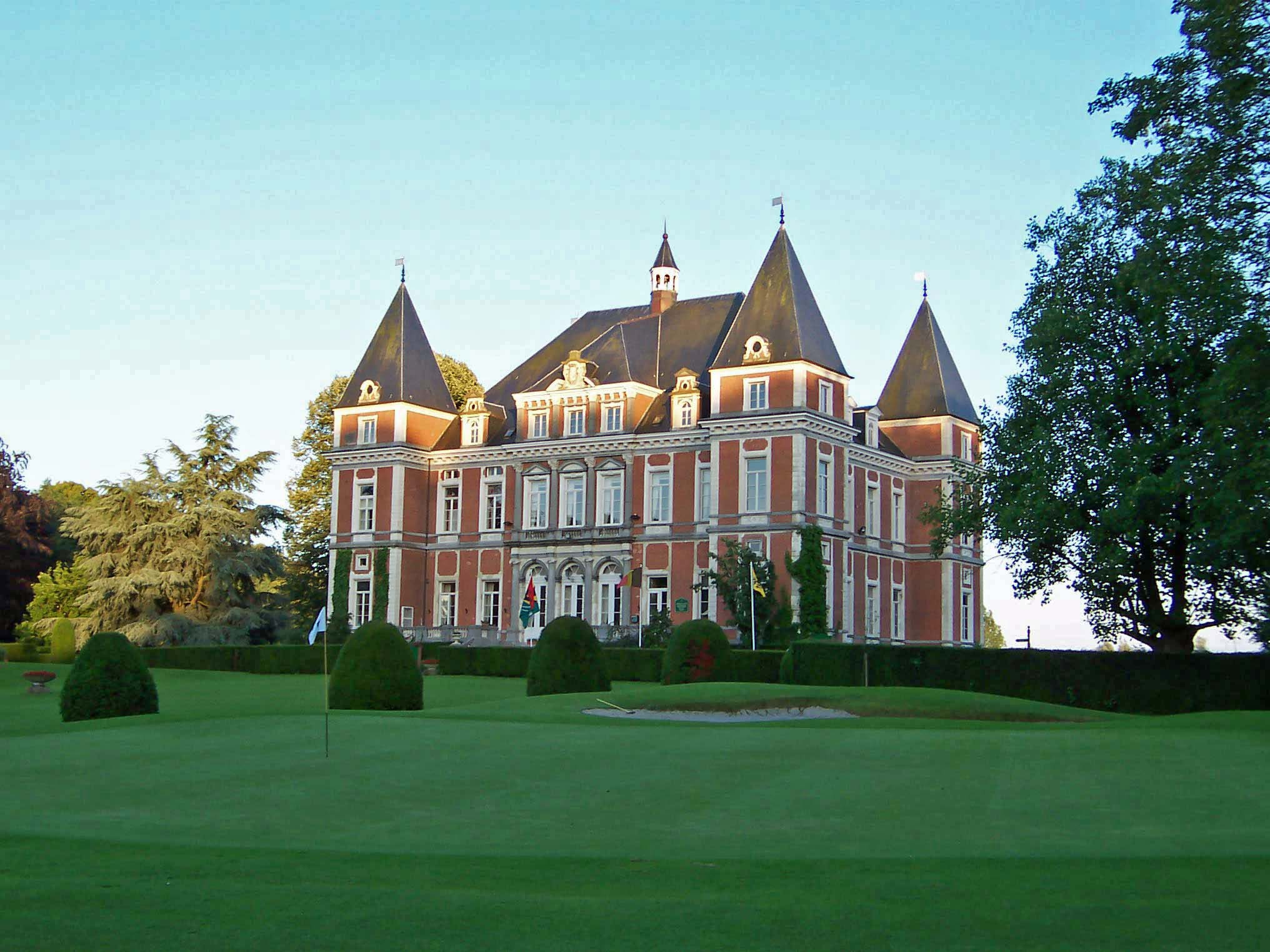
Château de Peteghem Club-House du Golf & Country club Audenarde

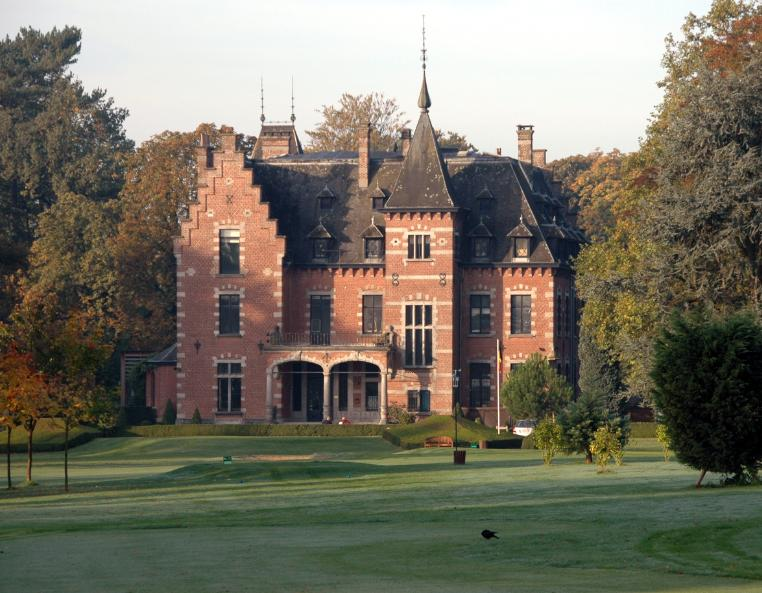
Château de l'Hermite Club-House de Sept Fontaines

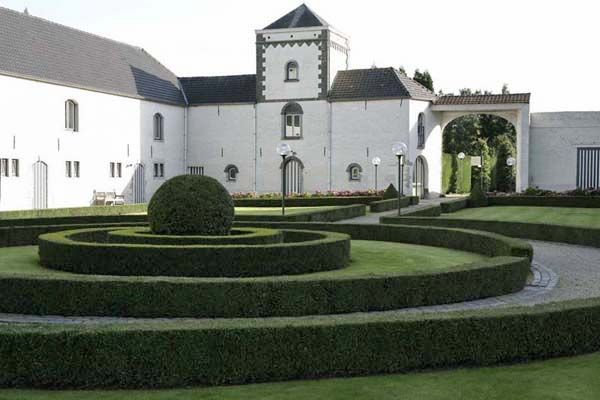
Château de la Tournette Club-House de la Tournette

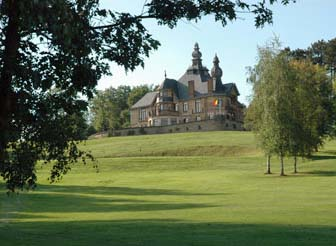
Château de Rougemont (Belgique) Club-House de Rougemont

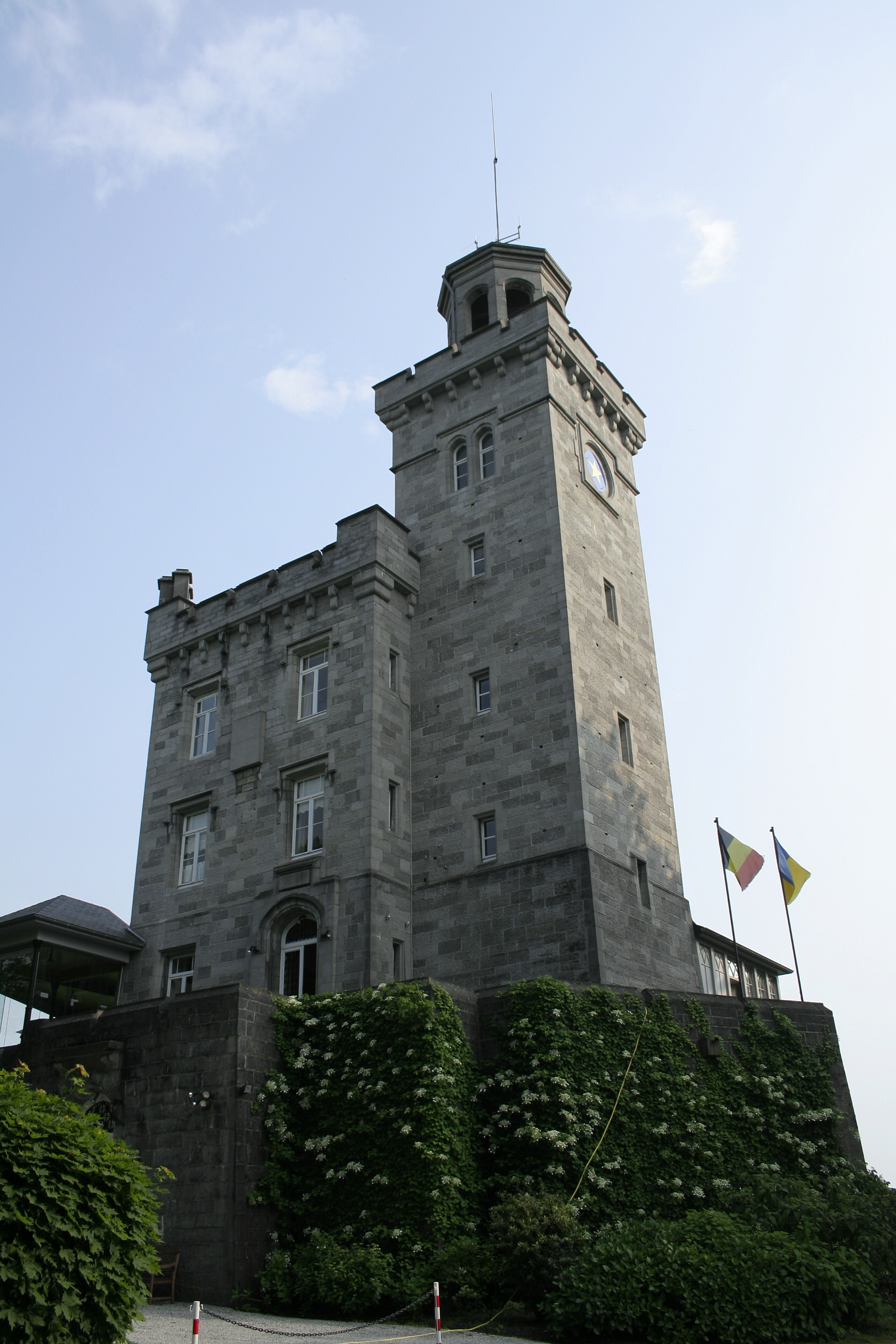
Tour Léopold Club-House du Royal Golf du Château Royal d'Ardenne

| Nom                                | Date de création | Handicap requis | Architecte | Lieu       | 18 trous |
| ---------------------------------- | ---------------- | --------------- | ---------- | ---------- | -------- |
| Royal Amicale Anderlecht Golf Club | 1988             | 36              | -          | Anderlecht |          |

## Région flamande

### Province d'Anvers
| Nom                                               | Date de création | Handicap requis | Architecte               | Lieu       | 18 trous |
| ------------------------------------------------- | ---------------- | --------------- | ------------------------ | ---------- | -------- |
| Royal Antwerp Golf Club (Kapellen)                | 1888             | 28              | Tom Simpson- W. Park. Jr | Kapellen   |          |
| Cleydael Golf & Country Club                      | 1987             | 30              | Jos Hillen               | Aartselaar |          |
| Antwerp International Golf & Country Club Rinkven | 1981             | 28              | Paul Rolin               | Schilde    |          |

### Province du Brabant flamand
| Nom                                      | Date de création | Handicap requis | Architecte            | Lieu       | 18 trous |
| ---------------------------------------- | ---------------- | --------------- | --------------------- | ---------- | -------- |
| Royal Golf Club de Belgique (Ravenstein) | 1906             | H:20 - F:24     | Tom Simpson - W. Reid | Tervueren  |          |
| The National                             | Été 2017         | 28              | Bruno Steensels       | Sterrebeek |          |
| Brabantse Golf                           | 1985             | 36              |                       | Melsbroek  |          |

### Province de Flandre-Occidentale
| Nom                    | Date de création | Handicap requis | Architecte                | Lieu   | 18 trous |
| ---------------------- | ---------------- | --------------- | ------------------------- | ------ | -------- |
| Royal Ostend Golf Club | 1903             | 34              | Seymour Dunn - Paul Rolin | Le Coq |          |
| Royal Zoute Golf Club  | 1945             | 20              | Seymour Dunn - H.S. Colt  | Knokke |          |

### Province de Flandre-Orientale
| Nom                           | Date de création | Handicap requis | Architecte         | Lieu                 | 18 trous |
| ----------------------------- | ---------------- | --------------- | ------------------ | -------------------- | -------- |
| Golf & Country club Audenarde | 1976             | 36              | Harold James Baker | Wortegem-Petegem     |          |
| Royal Latem Golf Club         | 1909             | 36              | -                  | Laethem-Saint-Martin |          |

### Province de Limbourg
| Nom                         | Date de création | Handicap requis | Architecte | Lieu      | 18 trous |
| --------------------------- | ---------------- | --------------- | ---------- | --------- | -------- |
| Limburg Golf & Country Club | 1967             | 30              | F. Hawtree | Houthalen |          |

## Région wallonne

### Province du Brabant wallon
| Nom                                  | Date de création | Handicap requis | Architecte              | Lieu             | 18 trous |
| ------------------------------------ | ---------------- | --------------- | ----------------------- | ---------------- | -------- |
| Golf du Château de la Bawette        | 1988             | 36              | Tom McAuley             | Wavre            |          |
| Golf du Bercuit                      | 1965             | 35              | Robert Trent Jones Jr.  | Grez-Doiceau     |          |
| Golf de Hulencourt                   | 1988             | 36              | J. M. Rossi             | Nivelles         |          |
| Golf de Louvain-la-Neuve             | 1988             | 36              | Joan van Heel (nl)      | Louvain-La-Neuve |          |
| Centre Pro1Golf Louvain-la-Neuve     |                  | Certificat      | -                       | Louvain-la-Neuve | 4 trous  |
| Golf de Rigenée                      | 1981             | 36              | Paul Rolin              | Villers-La-Ville |          |
| Golf de Sept Fontaines               | 1987             | 34              | Capart & Rossi          | Braine-l'Alleud  |          |
| Golf club du château de la Tournette | 1988             | 36              | Bill Amick & M. Hawtree | Nivelles         |          |
| Royal Waterloo Golf Club             | 1959             | 28              | F. Hawtree              | Waterloo         |          |

### Province de Hainaut
| Nom                         | Date de création | Handicap requis | Architecte               | Lieu             | 18 trous |
| --------------------------- | ---------------- | --------------- | ------------------------ | ---------------- | -------- |
| Royal Golf Club du Hainaut  | 1933             | 36              | F. Hawtree - Tom Simpson | Erbisœul         |          |
| Golf Club d'Enghien         | 1992             | Certificat      | Bruno Stenseels          | Enghien          |          |
| Ragnies Golf Club           | 2009             | Certificat      | -                        | Ragnies          |          |
| Golf de Pierpont            | 1992             | Certificat      | -                        | Les Bons Villers |          |
| http://www.golfmontgarni.be | 1990             | 36              | -                        | Baudour          |          |

### Province de Liège
| Nom                              | Date de création | Handicap requis | Architecte  | Lieu               | 18 trous                  |
| -------------------------------- | ---------------- | --------------- | ----------- | ------------------ | ------------------------- |
| Royal Golf Club des Fagnes (Spa) | 1930             | 34              | Tom Simpson | Liège              |                           |
| Royal Golf Club du Sart-Tilman   | 1939             | 36              | Tom Simpson | Liège              |                           |
| Golf de Liège-Gomzé              | 1988             | 36              | Paul Rolin  | Liège-Gomzé        |                           |
| Golf de Henri Chapelle           |                  |                 |             | Henri Chapelle     | 45 trous                  |
| Naxhelet Golf Club               | 2014             | -               | -           | Wanze              |                           |
| Golf de Bernalmont (Liège)       | 1993             | -               | -           | Liège              | 9 trous                   |
| Avernas Golf Club                | 1989             |                 |             | Avernas-le-Bauduin | 9 trous + Compact 6 trous |

### Province de Luxembourg
| Nom            | Date de création | Handicap requis | Architecte | Lieu               | 18 trous |
| -------------- | ---------------- | --------------- | ---------- | ------------------ | -------- |
| Golf de Durbuy | 1991             | 36              | F. Hawtree | Barvaux-sur-Ourthe |          |

### Province de Namur
| Nom                                   | Date de création | Handicap requis | Architecte    | Lieu             | 18 trous |
| ------------------------------------- | ---------------- | --------------- | ------------- | ---------------- | -------- |
| Royal Golf du Château Royal d'Ardenne | 1897             | 36              | -             | Houyet           |          |
| Golf de Falnuée                       | 1987             | Certificat      | Jean Jottrand | Mazy             |          |
| Golf de Rougemont                     | 1986             | 36              | -             | Profondeville    |          |
| Five Nations Golf Club                | 1990             | 36              | Gary Player   | Méan (Havelange) |          |